# 삼국지 II
《삼국지 II》(三國志II, Romance of the Three Kingdoms II)는 턴 기반 전략 게임인 삼국지 시리즈 중 두 번째 게임으로, 코에이가 개발하였으며 역사 소설 삼국지연의에 기반을 두고 있다. 1989년 PC-8801, PC-9801용으로 첫 출시되었다.

## 업데이트
계략, 신군주 등의 요소를 추가했다. 특히 젊은 나이(30살 미만)에 남자 신군주로 지력보다 무력이 높게 설정하면 항우가 신군주로 등장했다. 명령을 장수 수만큼 내릴 수 있게 되었다. 최초로 일기토가 도입되었다. 이 때의 일기토는 전투 시작시에만 딱 한 번 할 수 있었다. 일기토를 거절할 경우 병력이 감소하며 자신보다 무력이 높은 장수를 일기토로 이기면 무력이 상승하는 시스템이 있었다. 또한 군사보다 지력이 낮은 장수에게 군사를 사용하여 한달에 지력을 1씩 높이는 시스템도 있었다.(그러나 군사의 지력-1까지밖에 올릴 수 없었다.) 전투 직전에 닥 1번씩 일기토를 할 수 있는데 무력이 낮은 장수가 무력이 높은 장수를 이길 경우 그 차이의 중간(예를 들면 무력 80인 장수가 무력 100인 장수를 이기면 그 중간인 무력 90으로 상승한다.)만큼 상승한다. 전투에서 승리하면 전리품을 얻는 경우가 있는데 즉시 장수에게 사용하여 해당 장수의 능력치를 높이는 방식이었다. 2탄에 이르러서 장수들의 얼굴은 초상화와 비슷하게 당시 현실성에 맞게 그렸다.

## 시나리오
1. 동탁의 낙양입성 189년
2. 권력투쟁의 시기 194년
3. 유비의 시기 201년
4. 조조 화북제압 천하를 도모 208년
5. 삼국의 정립 215년
6. 삼국의 경쟁 220년

## 평가
컴퓨터 게이밍 월드는 삼국지 II를 전작 게임에 비해 2세기 중국의 혼돈을 더 잘 표현했다고 언급하였다. 1993년 20세기 이전 전략 게임의 조사에서 이 잡지는 이 게임을 5점 만점 중 4점을 주었다. 출시할 때 패미컴 츠신은 패미컴 버전의 이 게임을 40점 중에 30점을 주었다.